# Grand Prix Wiednia
Grand Prix Wiednia – wyścig samochodowy organizowany przez ÖASC w latach 1961–1977 na torze Aspern.

## Historia
Lotnisko Flughafen Aspern, znajdujące się w północno-wschodniej części Wiednia, zostało otwarte w 1912 roku. W 1956 roku z inicjatywy Österreichischen Automobil-Sport-Club (ÖASC) zorganizowano na nim wyścig motocyklowy. Rok później ścigały się na nim samochody GT, Formuły Vee i Formuły Ford. Po przerwie w latach 1959–1960, wyścig powrócił w roku 1961, będąc wówczas organizowanym m.in. według przepisów Formuły 1. W latach 1964–1968 wyścig na cześć zmarłego Kurta Bardiego-Barry'ego był organizowany pod nazwą Curd Barry-Gedenkrennen. W latach 1966–1969 pod nazwą Grand Prix Wiednia odbywały się eliminacje ETCC. Po zamknięciu lotniska w 1977 roku zaprzestano organizacji Grand Prix Wiednia.

## Zwycięzcy
Na różowym tle eliminacje pod nazwą Flugplatzrennen Wien-Aspern.
| Rok  | Tor    | Seria          | Zwycięzca             | Samochód              | Źródło |
| ---- | ------ | -------------- | --------------------- | --------------------- | ------ |
| 1957 | Aspern | GT             | Kurt Zeller           | Mercedes-Benz 300 SL  | [ 2 ]  |
| 1958 | Aspern | GT             | Carlo Leto di Priolo  | Ferrari 250 GT        | [ 3 ]  |
| 1961 | Aspern | Formuła 1      | Stirling Moss         | Lotus 18-Climax       | [ 4 ]  |
| 1962 | Aspern | Formuła Junior | Jo Siffert            | Lotus 22-Ford         | [ 5 ]  |
| 1963 | Aspern | Formuła Junior | Kurt Ahrens jr        | Cooper T67-Ford       | [ 6 ]  |
| 1964 | Aspern | Formuła 2      | Richard Attwood       | Lola T54-Ford         | [ 7 ]  |
| 1965 | Aspern | Formuła 3      | Kurt Ahrens jr        | Brabham BT10-Ford     | [ 8 ]  |
| 1966 | Aspern | ETCC           | Giancarlo Baghetti    | Fiat-Abarth 1000 TC   | [ 9 ]  |
| 1966 | Aspern | ETCC           | John Whitmore         | Lotus Cortina         | [ 10 ] |
| 1967 | Aspern | ETCC           | Willi Kauhsen         | Fiat-Abarth 1000 TC   | [ 11 ] |
| 1967 | Aspern | ETCC           | Nanni Galli           | Alfa Romeo Giulia GTA | [ 12 ] |
| 1968 | Aspern | ETCC           | Frank Gardner         | Lotus Cortina         | [ 13 ] |
| 1968 | Aspern | ETCC           | Dieter Quester        | BMW 2002              | [ 14 ] |
| 1969 | Aspern | ETCC           | Spartaco Dini         | Alfa Romeo 1600 GTA   | [ 15 ] |
| 1969 | Aspern | ETCC           | Günther Huber         | BMW 2002 TI           | [ 16 ] |
| 1972 | Aspern |                | Dieter Quester        | BMW                   | [ 17 ] |
| 1973 | Aspern | Formuła 3      | Dieter Quester        | Lotus 69-Renault      | [ 18 ] |
| 1974 | Aspern | GT             | ?                     | ?                     |        |
| 1975 | Aspern | GT             | ?                     | ?                     |        |
| 1976 | Aspern | GT             | Horst Lassnig         | BMW 2002              | [ 19 ] |
| 1976 | Aspern | GT             | Sepp Manhalter        | BMW 3.0 CSL           | [ 19 ] |
| 1977 | Aspern | Formuła 3      | Hans-Dieter Seitschek | March 752-BMW         | [ 20 ] |